# Анахайм Дакс
«Анахайм Дакс» (англ. Anaheim Ducks) — профессиональный хоккейный клуб, базирующийся в городе Анахайм, штат Калифорния, США. Команда, основанная в 1993 году компанией Уолта Диснея, выступает в Национальной хоккейной лиге (НХЛ) и является членом Тихоокеанского дивизиона Западной конференции. Клуб изначально назывался «Майти Дакс оф Анахайм» (англ. Mighty Ducks of Anaheim) и лучшим достижением для него был выход в финал Кубка Стэнли 2003. Но после смены названия, логотипа и цветов формы в сезоне 2006/07 команда сразу стала сильнейшей в лиге, выиграв в финале серию у «Оттавы Сенаторз» 4-1.

## История

### Основание корпорацией «Дисней»
В 1992 году у Майкла Эйснера, главы корпорации «Дисней», родилась идея создания команды НХЛ в Анахайме, тем более что в городе был построен новый стадион стоимостью $123 миллиона, который часто пустовал из-за отсутствия постоянных «жильцов». После разговоров с Брюсом Макнэллом, хозяином «Лос-Анджелес Кингз», Эйснер убедился, что НХЛ будет не против расширения лиги на западе США. Так оно и произошло. Новый комиссионер лиги Гэри Беттмэн протолкнул эту идею, и Эйснер, заплатив $50 миллионов, из которых половина досталась Макнэллу за разделение территориальных прав, стал хозяином хоккейного клуба.
С названием команды у новоиспечённого владельца проблем не было. Годом ранее студия «Дисней» выпустила фильм «Могучие утята» (англ. The Mighty Ducks), рассказавшем о детской хоккейной команде из Миннесоты, и заработала на нём более $50 миллионов только в Северной Америке. Эйснер решил сыграть на популярности этого фильма среди американцев и не ошибся. Клуб НХЛ, носящий имя «Майти Дакс», с первого дня существования получил миллионы поклонников, а свитера команды стали одними из самых популярных среди болельщиков во всём мире.
Первый сезон в НХЛ «Майти Дакс» провели в 1993—94 годах. Имея на посту старшего тренера Рона Уилсона, а в составе команды — большое количество опытных игроков, приобретённых на драфте расширения, «Утки» практически до последней недели регулярного чемпионата не теряли шансы на выход в плей-офф.
В следующем укороченном сезоне 1994/95 «Анахайм» выбыл из борьбы за место в восьмёрке лучших команд Западной конференции за 2 игры до конца регулярного чемпионата. В тот год в составе клуба дебютировал яркий нападающий Пол Кария и атакующий защитник Олег Твердовский.
В сезоне 1995/96 после сделки с «Виннипегом», «Майти Дакс» приобрели «Финскую вспышку» Теему Селянне в обмен на Твердовского. Связка Кария — Селянне стала одной из самых грозных в лиге и набирала в среднем более одного очка за игру. Команда закончила сезон с 78 очками, столько же было и у «Виннипега», но у канадского клуба было больше побед, и «Анахайм» остался на девятом месте в своей конференции и снова оказался за чертой участников плей-офф.
Наконец, в 1997 году «Майти Дакс», набрав 85 очков в 82 играх, получили шанс побороться за Кубок Стэнли. Отличная игра вратаря Ги Эбера и виртуозная техника Пола Карии с Теему Селянне помогли «Анахайму» обыграть в первом раунде «Финикс» в 7 матчах. Следующим на очереди был «Детройт». Уже во втором матче серии Эбер получил травму, и место в воротах занял Михаил Шталенков. Из-за надёжной игры Михаила и самоотверженных действий всей команды в трёх поединках серии пришлось играть овертаймы. Но удача повернулась к «Майти Дакс» спиной, и «Детройт» выиграл серию всухую — 4:0.
Успех сезона 1996/97 оказал плохую службу «Анахайму». Из-за разногласий по подписанию нового контракта команду покинул тренер Рон Уилсон. По тому же поводу Пол Кария пробастовал большую часть сезона 1997/98. Возвращение Карии в состав команды было недолгим — после грязного удара клюшкой защитника «Чикаго» Гэри Сутера Пол получил сильное сотрясение мозга и уже не смог восстановиться до конца сезона, пропустив даже олимпийский турнир в Нагано. Теему Селянне взял игру на себя, но был не в состоянии в одиночку вытащить команду в плей-офф. Тренер Пьер Паже был уволен после года работы с командой.
В сезоне 1998/99 Пол Кария вернулся в свою боевую форму, Теему Селянне продолжал оставаться среди лучших бомбардиров НХЛ, пост старшего тренера занял Крэйг Хартсбург, и «Майти Дакс» во второй раз в своей истории добились шанса продолжать играть после завершения регулярного чемпионата НХЛ. Однако команда ничего не смогла противопоставить тому же «Детройту» в первом раунде Кубка Стэнли и снова проиграла в четырёх матчах.
Сезон 1999/00 принёс, быть может, самое большое разочарование поклонникам команды за всю её короткую историю. Усиленные перед началом сезона обратно обменённым из «Финикса» Твердовским, «Утки» по прогнозам специалистов должны были легко пробиться в плей-офф, но этого не произошло, хотя Твердовский и показал ожидаемую от него результативную игру.
В следующие два года ситуация стала ещё хуже. «Дакс» даже расстались с Селянне, обменяв его в «Сан-Хосе» в марте 2001 года.
Дела пошли на поправку в сезоне 2002/03, когда генеральным менеджером клуба стал Брайан Мюррей, а пост старшего тренера занял Майк Бэбкок. Перед и по ходу сезона «Майти Дакс» совершили несколько сделок, приобретя таких ветеранов, как Сандис Озолиньш, Адам Оутс, Петр Сикора и Стив Томас, что сразу сказалось на игре команды, установившей клубный рекорд — 95 очков в регулярном чемпионате. В плей-офф «Майти Дакс» удивили всех, остановившись в шаге от победы в Кубке Стэнли, проиграв в финале «Нью-Джерси Девилз» в семи поединках. Наибольший вклад в успех «Уток» внёс голкипер Жан-Себастьян Жигер, который показал просто феноменальную игру в сериях против «Детройта», «Далласа» и «Миннесоты». За эти подвиги вратарь получил приз лучшего игрока плей-офф.
В сезоне 2003/04 «Утки» не сумели развить успех. Этот сезон стал сезоном разочарований. В начале июля 2003 года Пол Кария, многолетний капитан «Анахайма», отказался подписывать контракт с «Майти Дакс» и ушёл за меньшую зарплату в «Колорадо». Спустя пару недель после этого руководство «Дакс» нашло замену в лице Сергея Фёдорова, заключив с ним четырёхлетний договор. Однако, Фёдоров не сумел быстро вписаться в состав команды, а герой плей-офф-2003 Жан-Себастьян Жигер провел свой худший сезон в карьере. Всё это привело к тому, что в итоге «Анахайм» занял лишь 22-е место.

### Новые хозяева
Сезон 2005/06 стал годом перемен. У «Анахайма» появились новые хозяева — супруги Генри и Сюзан Самуэлли, новый генеральный менеджер — Брайн Берк, новый старший тренер — Рэнди Карлайл и новый лидер — Скотт Нидермайер, лучший защитник НХЛ 2004 года. Нидермайер, имея статус свободного агента, ушёл из «Нью-Джерси», подписав с «Дакс» четырёхлетний контракт на сумму в $27 миллионов. По ходу чемпионата Берк тоже не сидел сложа руки, меняя игроков направо и налево. Команду покинули Фёдоров и Озолиньш, а на первые роли вышла способная молодёжь — Джоффри Лупул, Энди Макдональд, Райан Гецлаф, а также вернувшийся в «Анахайм» ветеран Селянне. «Уткам» потребовалось приложить некоторые усилия, чтобы пробиться в плей-офф, но там команда показала себя во всей красе, дойдя до финала Западной конференции. Великолепно сыграл российский голкипер Илья Брызгалов, трижды кряду сыгравший на «ноль» и на некоторое время отобравший у Жигера статус первого вратаря команды.

### Ребрендинг и первый Кубок Стэнли
В межсезонье 2006 года клуб сменил своё название на «Анахайм Дакс», поменяв и эмблему клуба. Кроме этого, стан «Уток» пополнил и один из лучших защитников НХЛ Крис Пронгер. По ходу регулярного чемпионата «Дакс» набрали очки в 16 матчах подряд, установив новый рекорд НХЛ. Заняв в Тихоокеанском дивизионе 1-е место, «Утки» снова оказались в плей-офф. Сперва они без особого труда прошли «Миннесоту» и «Ванкувер», победив их со счетом 4-1, затем сломили сопротивление «Красных Крыльев» (4:2) и в финале Кубка Стэнли также без особого сопротивления разбили «Оттаву Сенаторз». В результате «Анахайм» впервые поднял Кубок Стэнли, а капитан Скотт Нидермайер стал обладателем приза наиболее ценному игроку плей-офф «Конн Смайт Трофи».

## Статистика сезонов
Сокращения: И = сыгранные матчи в регулярном чемпионате, В = победы, П = поражения, ПО = поражения в овертаймах и по буллитам, О = очки, ЗШ = забитые шайбы, ПШ = пропущенные шайбы, Рег. чемп. = место, занятое в указанном дивизионе по итогам регулярного чемпионата, Плей-офф = результат в плей-офф
| Сезон   | И  | В  | П  | ПО | О  | ЗШ  | ПШ  | Рег. чемп.          | Плей-офф       |
| 2018/19 | 82 | 35 | 37 | 10 | 80 | 199 | 251 | 6-й в Тихоокеанском | не участвовали |
| 2019/20 | 71 | 29 | 33 | 9  | 67 | 187 | 226 | 6-й в Тихоокеанском | не участвовали |
| 2020/21 | 56 | 17 | 30 | 9  | 43 | 126 | 179 | 8-й в Западном      | не участвовали |
| 2021/22 | 82 | 31 | 37 | 14 | 76 | 232 | 271 | 7-й в Тихоокеанском | не участвовали |
| 2022/23 | 82 | 23 | 47 | 12 | 58 | 209 | 338 | 8-й в Тихоокеанском | не участвовали |
| 2023/24 | 82 | 27 | 50 | 5  | 59 | 204 | 295 | 7-й в Тихоокеанском | не участвовали |
| 2024/25 | 82 | 35 | 37 | 10 | 80 | 221 | 263 | 6-й в Тихоокеанском | не участвовали |

## Команда

### Текущий состав
| №                         | Игрок               | Страна                    | Хват    | Дата рождения              | Рост (см) | Вес (кг) | Средняя зарплата ($) | Контракт до |
| Вратари                   | Вратари             | Вратари                   | Вратари | Вратари                    | Вратари   | Вратари  | Вратари              | Вратари     |
| ------------------------- | ------------------- | ------------------------- | ------- | -------------------------- | --------- | -------- | -------------------- | ----------- |
| 1                         | Лукаш Достал        | Чехия                     | Левый   | 22 июня 2000 (25 лет)      | 188       | 79       | 6,500,000            | 2029/30     |
| 30                        | Оскар Данск         | Швеция                    | Левый   | 28 февраля 1994 (31 год)   | 189       | 92       | 775,000              | 2024/25     |
| 33                        | Вилле Хуссо         | Финляндия                 | Левый   | 6 февраля 1995 (30 лет)    | 191       | 93       | 2,200,000            | 2026/27     |
| 34                        | Петр Мразек         | Чехия                     | Левый   | 14 февраля 1992 (33 года)  | 187       | 82       | 4,250,000            | 2025/26     |
| Защитники                 |                     |                           |         |                            |           |          |                      |             |
| 2                         | Джексон Лакомб      | Соединённые Штаты Америки | Левый   | 9 января 2001 (24 года)    | 185       | 78       | 925,000              | 2025/26     |
| 7                         | Радко Гудас — К     | Чехия                     | Правый  | 5 июня 1990 (35 лет)       | 181       | 93       | 4,000,000            | 2025/26     |
| 43                        | Дрю Хеллесон        | Соединённые Штаты Америки | Правый  | 26 марта 2001 (24 года)    | 191       | 93       | 1,100,000            | 2026/27     |
| 51                        | Олен Зеллвегер      | Канада                    | Левый   | 10 сентября 2003 (21 год)  | 176       | 79       | 844,167              | 2025/26     |
| 58                        | Оливер Чюлингтон    | Швеция                    | Левый   | 19 мая 1997 (28 лет)       | 183       | 82       | 1,050,000            | 2024/25     |
| 65                        | Джейкоб Труба       | Соединённые Штаты Америки | Правый  | 26 февраля 1994 (31 год)   | 189       | 92       | 8,000,000            | 2025/26     |
| 67                        | Тристан Люно        | Канада                    | Правый  | 12 января 2004 (21 год)    | 188       | 87       | 896,667              | 2025/26     |
| 74                        | Иан Мур             | Соединённые Штаты Америки | Правый  | 4 января 2002 (23 года)    | 191       | 84       | 925,000              | 2025/26     |
| 98                        | Павел Минтюков      | Россия                    | Левый   | 25 ноября 2003 (21 год)    | 185       | 87       | 918,333              | 2025/26     |
| Левые крайние нападающие  |                     |                           |         |                            |           |          |                      |             |
| 17                        | Алекс Киллорн       | Канада                    | Левый   | 14 сентября 1989 (35 лет)  | 188       | 88       | 6,250,000            | 2026/27     |
| -                         | Крис Крайдер        | Соединённые Штаты Америки | Левый   | 30 апреля 1991 (34 года)   | 188       | 91       | 6,500,000            | 2026/27     |
| 26                        | Брок Макгинн        | Канада                    | Левый   | 2 февраля 1994 (31 год)    | 183       | 85       | 2,750,000            | 2024/25     |
| 44                        | Росс Джонстон       | Канада                    | Левый   | 18 февраля 1994 (31 год)   | 195       | 107      | 1,100,000            | 2025/26     |
| 61                        | Каттер Готье        | Соединённые Штаты Америки | Левый   | 19 января 2004 (21 год)    | 190       | 88       | 950,000              | 2025/26     |
| Центрфорварды             |                     |                           |         |                            |           |          |                      |             |
| —                         | Райан Пелинг        | Соединённые Штаты Америки | Левый   | 3 января 1999 (26 лет)     | 188       | 93       | 1,900,000            | 2025/26     |
| 13                        | Робби Фаббри        | Канада                    | Левый   | 22 января 1996 (29 лет)    | 179       | 88       | 4,000,000            | 2024/25     |
| 16                        | Райан Строум        | Канада                    | Правый  | 11 июля 1993 (32 года)     | 185       | 87       | 5,000,000            | 2026/27     |
| 23                        | Мейсон Мактавиш — А | Канада                    | Левый   | 30 января 2003 (22 года)   | 183       | 97       | 894,167              | 2024/25     |
| 38                        | Дженсен Харкинс     | Канада                    | Левый   | 23 мая 1997 (28 лет)       | 188       | 88       | 787,500              | 2025/26     |
| 42                        | Тим Уош             | Соединённые Штаты Америки | Левый   | 25 августа 2001 (23 года)  | 191       | 98       | 812,500              | 2026/27     |
| 62                        | Никита Нестеренко   | Соединённые Штаты Америки | Левый   | 10 сентября 2001 (23 года) | 183       | 71       | 787,500              | 2026/27     |
| 64                        | Микаэль Гранлунд    | Финляндия                 | Левый   | 26 февраля 1992 (33 года)  | 178       | 80       | 7,000,000            | 2027/28     |
| 91                        | Лео Карлссон        | Швеция                    | Левый   | 26 декабря 2004 (20 лет)   | 191       | 88       | 950,000              | 2025/26     |
| Правые крайние нападающие |                     |                           |         |                            |           |          |                      |             |
| 19                        | Трой Терри — А      | Соединённые Штаты Америки | Правый  | 10 сентября 1997 (27 лет)  | 183       | 84       | 7,000,000            | 2029/30     |
| 20                        | Бретт Лисон         | Канада                    | Правый  | 30 апреля 1999 (26 лет)    | 196       | 99       | 1,050,000            | 2024/25     |
| 64                        | Сэм Коланджело      | Соединённые Штаты Америки | Правый  | 26 декабря 2001 (23 года)  | 188       | 93       | 850,000              | 2026/27     |
| 77                        | Фрэнк Ватрано       | Соединённые Штаты Америки | Левый   | 16 марта 1994 (31 год)     | 180       | 89       | 4,571,189            | 2027/28     |
| 90                        | Джастин Бэйли       | Соединённые Штаты Америки | Правый  | 1 июля 1995 (30 лет)       | 191       | 95       | 775,000              | 2024/25     |

## Игроки с наилучшими статистическими показателями
данные на 26.03.2025 (жирным шрифтом выделены действующие игроки «Анахайма»)

### Регулярный чемпионат
| Игрок            | Поз | И    |
| Райан Гецлаф     | ЦН  | 1157 |
| Кэм Фаулер       | З   | 991  |
| Кори Перри       | ПН  | 988  |
| Теему Селянне    | ПН  | 966  |
| Якоб Сильверберг | ПН  | 772  |
| Стив Руччин      | ЦН  | 616  |
| Пол Кария        | ЛН  | 606  |
| Руслан Салей     | З   | 594  |
| Франсуа Бошемен  | З   | 592  |
| Эндрю Коглиано   | ЦН  | 584  |

| Игрок            | Поз | О    |
| Райан Гецлаф     | ЦН  | 1019 |
| Теему Селянне    | ПН  | 988  |
| Кори Перри       | ПН  | 776  |
| Пол Кария        | ЛН  | 669  |
| Кэм Фаулер       | З   | 457  |
| Стив Руччин      | ЦН  | 432  |
| Якоб Сильверберг | ПН  | 354  |
| Рикард Ракелль   | ПН  | 339  |
| Бобби Райан      | ПН  | 289  |
| Трой Терри       | ПН  | 281  |

| Игрок            | Поз | Г   |
| Теему Селянне    | ПН  | 457 |
| Кори Перри       | ПН  | 372 |
| Пол Кария        | ЛН  | 300 |
| Райан Гецлаф     | ЦН  | 282 |
| Якоб Сильверберг | ПН  | 158 |
| Рикард Ракелль   | ПН  | 154 |
| Стив Руччин      | ЦН  | 153 |
| Бобби Райан      | ПН  | 147 |
| Адам Хенрик      | ЦН  | 133 |
| Трой Терри       | ПН  | 114 |

| Игрок            | Поз | ГП  |
| Райан Гецлаф     | ЦН  | 737 |
| Теему Селянне    | ПН  | 531 |
| Кори Перри       | ПН  | 404 |
| Пол Кария        | ЛН  | 369 |
| Кэм Фаулер       | З   | 361 |
| Стив Руччин      | ЦН  | 279 |
| Скотт Нидермайер | З   | 204 |
| Якоб Сильверберг | ПН  | 196 |
| Рикард Ракелль   | ПН  | 185 |
| Трой Терри       | ПН  | 167 |

### Штаб
| Должность            | Имя               | Страна                    | Дата рождения              | В должности |
| -------------------- | ----------------- | ------------------------- | -------------------------- | ----------- |
| Генеральный менеджер | Пэт Вербик        | Канада                    | 24 мая 1964 (61 год)       | с 2022 года |
| Главный тренер       | Джоэль Кенневилль | Канада                    | 15 сентября 1958 (66 лет)  | с 2025 года |
| Помощник тренера     | Тим Арми          | Соединённые Штаты Америки | 26 апреля 1963 (62 года)   | с 2024 года |
| Помощник тренера     | Джей Вудкрофт     | Канада                    | 11 августа 1976 (48 лет)   | с 2025 года |
| Тренер вратарей      | Петер Будай       | Словакия                  | 18 сентября 1982 (42 года) | с 2024 года |

### Неиспользуемые номера
- 8 — Теему Селянне, правый крайний нападающий (1996—2001, 2005—2014). Выведен из обращения 11 января 2015 года[1].
- 9 — Пол Кария, левый крайний нападающий (1994—2003). Выведен из обращения 21 октября 2018 года[2].
- 27 — Скотт Нидермайер, защитник (2005—2010). Выведен из обращения 17 февраля 2019 года.[3]

## Капитаны клуба
| Годы                | Капитан                  |
| ------------------- | ------------------------ |
| 2024—н.в.           | Радко Гудас              |
| 2010—2022           | Райан Гецлаф             |
| 2007—2008           | Крис Пронгер             |
| 2005—2007 2008—2010 | Скотт Нидермайер         |
| 2003—2004           | Стив Руччин              |
| 1997—1998           | Теему Селянне (временно) |
| 1996—2003           | Пол Кария                |
| 1994—1996           | Рэнди Ладусер            |
| 1993—1994           | Трой Лоуни               |

### Индивидуальные рекорды
- Наибольшее количество очков за сезон: Теему Селянне 109 (51+58, 1996-97)
- Наибольшее количество заброшенных шайб за сезон: Теему Селянне — 52 (1997-98)
- Наибольшее количество результативных передач за сезон: Райан Гецлаф — 66 (2008—2009)
- Наибольшее количество штрафных минут за сезон: Тодд Юэн — 285 (1995-96)
- Наибольшее количество очков, набранных защитником за один сезон: Любомир Вишновски — 68 (18+50, 2010-11)
- Наибольшее количество «сухих» игр за сезон: Жан-Себастьен Жигер — 8 (2002-03)